# Ahmed Ezzobayry
Ahmed Ezzobayry (né le 6 juin 1978 à Aït Sidi Daoud au Maroc) est un athlète français, spécialiste des courses de fond. 

## Biographie

### Palmarès
| Date | Compétition        | Lieu   | Résultat | Épreuve  | Performance     |
| ---- | ------------------ | ------ | -------- | -------- | --------------- |
| 2006 | Marathon de Berlin | Berlin | 5e       | Marathon | 2 h 15 min 29 s |
| 2007 | Marathon de Paris  | Paris  | 8e       | Marathon | 2 h 11 min 18 s |
| 2014 | Marathon de Paris  | Paris  | 10e      | Marathon | 2 h 15 min 35 s |

### Records
| Épreuve  | Performance     | Lieu  | Date          |
| -------- | --------------- | ----- | ------------- |
| Marathon | 2 h 11 min 18 s | Paris | 15 avril 2007 |